# ゲオルギー・スヴィリードフ
ゲオルギー・ヴァシレイヴィッチ・スヴィリードフ（Гео́ргий Васи́льевич Свири́дов、Georgy Vasilyevich Sviridov、1915年12月16日 - 1998年1月5日）は、ソビエト時代のロシア人作曲家。20世紀後半のロシアを代表する作曲家の一人。ロシアの民族的主題に基づく作品（特に声楽曲）を得意とし、現在でも国民的作曲家として人気がある。

## 略歴

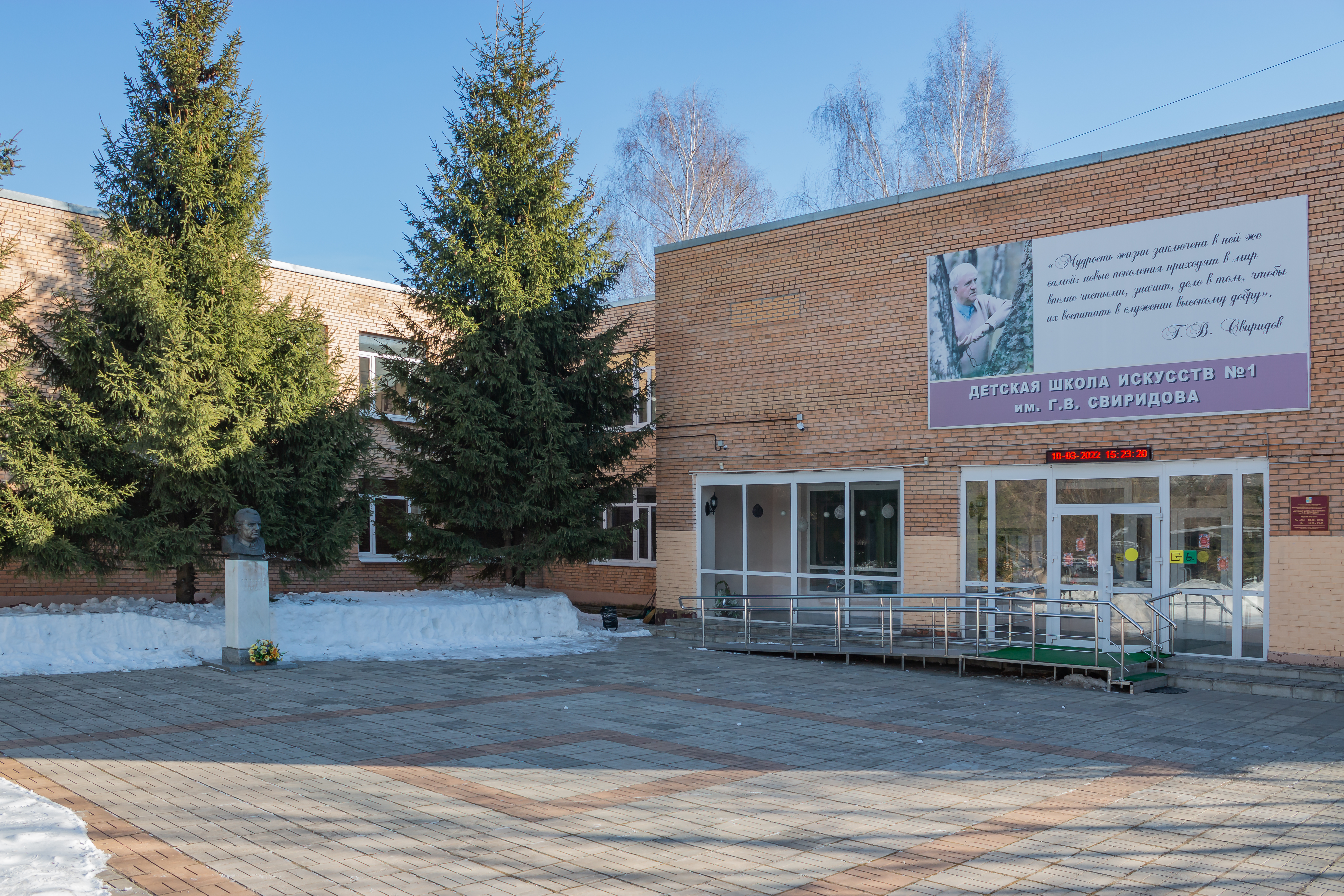
彼の名にちなんで名付けられた児童美術学校

- 彼の名にちなんで名付けられた児童美術学校1915年 … クルスク州ファテジに生まれる。父親は郵便局員、母親は教師。
- 1927年 … クルスク音楽学校卒業。
- 1932年 … レニングラードの音楽専門学校に入学。
- 1935年 … 在学中に初の声楽曲「プーシキンの詩による六つのロマンス」を作曲。これが認められて、翌年レニングラード音楽院に入学。ショスタコーヴィチに師事。
- 1941年 … 同音楽院卒業。
- 1963年 … ロシア人民芸術家の称号を受ける。
- 1970年 … ソ連人民芸術家の称号を受ける。
- 1998年 … 死去。

この他にもレーニン賞、社会主義労働者英雄等、多数の賞や称号を授与されている。

## 人となり、評価など
1948年に社会主義リアリズム路線に反するとみなされた芸術家たちが一斉に批判された（いわゆるジダーノフ批判）。この際、彼の師であるショスタコーヴィチも批判の槍玉に挙げられたが、彼はこの批判に決して同調しなかったという。これは当時としては覚悟と勇気のいる行動であるが、なぜかこのことは問題にされなかった。
1982年から1984年までソビエト連邦共産党書記長として最高権力者であったユーリ・アンドロポフは西ドイツの雑誌「デア・シュピーゲル」の取材に対し、好きな作曲家の一人としてスヴィリードフの名を挙げている。
映画「時よ、前進!」の主題曲はー在もチャンネル1ロシアのニュース番組「ヴレーミャ」のオープニング曲に使われている。NHK衛星放送の「ワールドニュース」やモスクワ放送日本語ニュースでも一部分を聞くことができる。2014年2月のソチ五輪の開会式でロシアの歴史を紹介するパフォーマンスのロシア革命のシーンで使われた。

## 主な作品
管弦楽曲
- 「三連細密画」

1. Allegro moderato un poco rubato
2. Con tutta la forza un poco maestoso
3. Allegro moderato

- 「吹雪」〜プーシキンの物語への音楽の挿絵〜（プーシキンの恋愛小説「吹雪」を基にした映画より。8曲から構成。「軍隊行進曲」は単独でも演奏される）

1. トロイカ
2. ワルツ
3. 春と秋
4. ロマンス
5. パストラール
6. 軍隊行進曲
7. 婚礼の儀式
8. ワルツの反復
9. 冬の道

- 「時よ、前進!」〜フィルム・スコアの組曲〜（ワレンチン・カターエフの社会主義小説「時よ、前進!」を基にした1965年の映画より。6曲から構成。同名の主題曲については上述のとおり）

1. ウラルの曲
2. 小曲
3. 行進曲
4. 短いフォックストロット
5. 夜
6. 時よ前進！

- 室内交響曲 op.14

声楽曲
- カンタータ「雪が降る」（ボリス・パステルナークの詩を基にした作品）
- 合唱曲「皇帝ヒョードル・イワノービッチ」（アレクセイ・トルストイの戯曲を基にした作品）
- 「プーシキンの詩による六つのロマンス」
- 「ロシアの詩人たちの抒情詩による五つの合唱曲」
- 「困難な時代に」（アレクサンドル・ブロークの詩を基にした作品）
- 「セルゲイ・エセーニンの思い出に捧げる詩曲」
- 「悲愴オラトリオ」
- 「サンクトペテルブルクの歌」

## 文献
- Г.Свиридов. Музыка как судьба — М: Молодая гвардия, 2002, ISBN 5-235-02440-0